# Julgados de paz
Os julgados de paz são tribunais extrajudiciais, com características especiais, competentes para apreciar e decidir, de forma rápida e a custos reduzidos, acções  declarativas de natureza cível cujo valor não ultrapassasse os € 15.000 - excluindo as que envolvam matérias de Direito de Família, Direito das Sucessões e Direito do Trabalho. Foram criados, em Portugal, através da Lei n.º 78, de 13 de julho de 2001, aprovada por unanimidade na Assembleia da República. São tribunais dotados de características de funcionamento e organização próprias.

## Criação
Os primeiros julgados de paz abriram em janeiro e fevereiro de 2002, a título experimental, num contexto de promoção de novas e diferentes formas de resolução de litígios, assentes em modelos agilizados e eficazes de administração da Justiça, em estreita colaboração com o Poder Local (autarquias) e numa perspectiva de proximidade entre a Justiça e os cidadãos. Os julgados de paz são, desta forma, uma parceria público-pública entre o Ministério da Justiça e as autarquias, sendo o respectivo financiamento partilhado entre essas duas entidades.

## Características
Nos julgados de paz a tramitação processual é simplificada, podendo mesmo as partes apresentar as peças processuais oralmente. O processo dura, em média, dois meses até ao seu termo.
Os litígios podem ser resolvidos através de mediação, conciliação ou por meio de sentença. A mediação só tem lugar quando as partes estiverem de acordo e visa  a resolução das suas divergências de forma amigável, contando com a intervenção do mediador, que é um terceiro imparcial. Ao contrário de um juiz ou de um árbitro, o mediador não tem poder de decisão, pelo que não impõe qualquer deliberação ou sentença. Enquanto terceiro imparcial, o mediador guia as partes, ajuda-as a estabelecer a comunicação necessária para que elas possam encontrar, por si mesmas, a base do acordo que porá fim ao conflito. As partes são assim responsáveis pelas decisões que constroem com o auxílio do mediador. Caso a mediação não resulte em um acordo, o processo segue os seus trâmites, e o juiz tenta a conciliação. Caso não se alcance conciliação há lugar à audiência de julgamento, presidida pelo juiz, sendo ouvidas as partes, produzidas as provas e, finalmente, proferida a sentença pelo juiz.

### Acções
As acções que podem ser resolvidas nos julgados de paz, nos termos do disposto no artigo 9.º da Lei n.º 78/2001, de 13 de Julho, são as seguintes: 
- Acções destinadas a efectivar o cumprimento de obrigações, com excepção das que tenham por objecto prestação pecuniária e de que tenha sido credor originário uma pessoa colectiva (exemplo: contratos, negócios unilaterais, gestão de negócios, etc.)
- Acções de entrega de coisas móveis (exemplo: acções para entrega de documentos);
- Acções resultantes de direitos e deveres dos condóminos, sempre que a respectiva Assembleia não tenha deliberado sobre a obrigatoriedade de compromisso arbitral para a resolução de litígios entre condóminos ou entre condóminos e o administrador (exemplo: pagamento das obras dos telhados, instalações gerais de água elevadores)
- Acções de resolução de litígios entre proprietários de prédios relativos a passagem forçada momentânea, escoamento natural de águas, obras defensivas das aguas, comunhão de valas, regueiras e valados, sebes vivas; abertura de janelas, portas, varandas e obras semelhantes; estilicídio, plantação de árvores e arbustos, paredes e muros divisórios;
- Acções possessórias, usucapião e acessão;
- Acções que respeitem ao direito de uso e administração da compropriedade, da superfície, do usufruto, de uso e habitação e ao direito real de habitação periódica (exemplo: acção de divisão de coisa comum);
- Acções que digam respeitam ao arrendamento urbano, excepto as acções de despejo (exemplo: acção de condenação para pagamento das rendas);
- Acções que respeitem à responsabilidade civil contratual e extracontratual (exemplo: acções decorrentes de acidentes de viação, acções decorrentes de danos causados por coisas, animais ou actividades);
- Acções que respeitem ao incumprimento civil contratual, excepto contrato de trabalho e arrendamento rural;
- Acções que respeitem à garantia geral das obrigações (exemplo: acção de declaração de nulidade, acção de impugnação pauliana, etc.);
- Acções relativas a pedidos de indemnização cível, quando não tenha sido apresentada participação criminal ou após desistência da mesma, emergente dos seguintes crimes: ofensas corporais simples, ofensa à integridade física por negligência; difamação; injúrias; furto simples; dano simples; alteração de marcos; burla para obtenção de alimentos, bebidas ou serviços.

### Taxas
A utilização dos julgados de paz está sujeita a uma taxa única no valor de € 70, a cargo da parte vencida, sendo que o juiz também pode decidir repartir esse valor entre o demandante e o demandado. Caso haja acordo durante a mediação, o valor a pagar é de € 50, dividido entre ambas as partes. Nos casos previstos na lei, pode haver lugar a apoio judiciário nos processos que corram os seus termos nos julgados de paz.

## Sedes
Actualmente estão em funcionamento 26 julgados de paz, com uma abrangência alargada a mais de 3,4 milhões de habitantes, distribuídos por 70 concelhos. 
Nos julgados de paz não existem férias judiciais. Os horários de funcionamento estão ajustados às necessidades e hábitos locais, estando alguns julgados de paz abertos aos sábados. 
Encontram-se distribuídos pelas seguintes localidades ou agrupamentos de concelhos:
- Agrupamento Concelhos de Aguiar da Beira, Penalva do Castelo, Sátão, Trancoso e Vila Nova de Paiva
- Agrupamento Concelhos de Alcobaça, Caldas da Rainha, Óbidos e Nazaré
- Agrupamento Concelhos de Aljustrel, Almodôvar, Castro Verde, Mértola e Ourique
- Agrupamento Concelhos de Belmonte, Covilhã e Fundão
- Agrupamento Concelhos de Câmara de Lobos e Funchal
- Agrupamento Concelhos de Cantanhede, Mira e Montemor-o-Velho;
- Agrupamento de Concelhos de Carregal do Sal, Mangualde e Nelas
- Concelho de Cascais
- Concelho de Coimbra
- Concelho de Lisboa
- Concelho de Miranda do Corvo
- Concelho de Odivelas
- Agrupamento Concelhos de Oleiros, Mação, Proença-a-Nova, Sertã e Vila de Rei
- Agrupamento Concelhos de Oliveira do Bairro, Águeda, Anadia e Mealhada
- Concelho do Porto
- Concelho de Santa Maria da Feira
- Agrupamento Concelhos de Santa Marta de Penaguião, Alijó, Murça, Peso da Régua, Sabrosa e Vila Real
- Concelho de Seixal
- Concelho de Setúbal/Palmela
- Concelho de Sintra
- Agrupamento Concelhos de Tarouca, Armamar, Castro Daire, Lamego, Moimenta da Beira e Resende
- Concelho de Terras de Bouro
- Concelho de Trofa
- Concelho de Vila Nova de Gaia
- Concelho de Vila Nova de Poiares